# Bundesliga niemiecka w piłce nożnej (2002/2003)
Bundesliga niemiecka w piłce nożnej 2002/2003 – 40. edycja najwyższych w hierarchii rozgrywek ligowych niemieckiej klubowej piłki nożnej. Tytułu mistrzowskiego broniła Borussia Dortmund. Nowym mistrzem Niemiec został Bayern Monachium.

## Zespoły
| Uczestnicy poprzedniej edycji                                                                                 | Uczestnicy poprzedniej edycji | Uczestnicy poprzedniej edycji | Uczestnicy poprzedniej edycji |
| --- | ----------------------------- | ----------------------------- | ----------------------------- |
| DOR | Borussia Dortmund             | 1                             |                               |
| LEV | Bayer Leverkusen              | 2                             |                               |
| BMU | Bayern Monachium              | 3                             |                               |
| HER | Hertha BSC                    | 4                             |                               |
| S04 | FC Schalke 04                 | 5                             |                               |
| WER | Werder Brema                  | 6                             |                               |
| KAI | 1. FC Kaiserslautern          | 7                             |                               |
| STU | VfB Stuttgart                 | 8                             |                               |
| TSV | TSV 1860 Monachium            | 9                             |                               |
| WOL | VfL Wolfsburg                 | 10                            |                               |
| HSV | Hamburger SV                  | 11                            |                               |
| MGL | Borussia Mönchengladbach      | 12                            |                               |
| COT | Energie Cottbus               | 13                            |                               |
| ROS | Hansa Rostock                 | 14                            |                               |
| NUR | 1. FC Nürnberg                | 15                            |                               |
| Awans z 2. Bundesligi 2001/2002                                                                               |                               |                               |                               |
| H96 | Hannover 96                   | 1                             |                               |
| BIE | Arminia Bielefeld             | 2                             |                               |
| BOC | VfL Bochum                    | 3                             |                               |
| Oznaczenia: - kolumna pierwsza – skróty nazw drużyn, - kolumna trzecia – miejsce zajęte w poprzednim sezonie. |                               |                               |                               |

## Tabela
|     | Drużyna                  | M  | Z  | R  | P  | Bramki | Bilans | Punkty |
| --- | ------------------------ | -- | -- | -- | -- | ------ | ------ | ------ |
| 1.  | Bayern Monachium         | 34 | 23 | 6  | 5  | 70:25  | +45    | 75     |
| 2.  | VfB Stuttgart            | 34 | 17 | 8  | 9  | 53:39  | +14    | 59     |
| 3.  | Borussia Dortmund        | 34 | 15 | 13 | 6  | 51:27  | +24    | 58     |
| 4.  | Hamburger SV             | 34 | 15 | 11 | 8  | 46:36  | +10    | 56     |
| 5.  | Hertha BSC               | 34 | 16 | 6  | 12 | 52:43  | +9     | 54     |
| 6.  | Werder Brema             | 34 | 16 | 4  | 14 | 51:50  | +1     | 52     |
| 7.  | FC Schalke 04            | 34 | 12 | 13 | 9  | 46:40  | +6     | 49     |
| 8.  | VfL Wolfsburg            | 34 | 13 | 7  | 14 | 39:42  | -3     | 46     |
| 9.  | VfL Bochum               | 34 | 12 | 9  | 13 | 55:56  | -1     | 45     |
| 10. | TSV 1860 Monachium       | 34 | 12 | 9  | 13 | 44:52  | -8     | 45     |
| 11. | Hannover 96              | 34 | 12 | 7  | 15 | 47:57  | -10    | 43     |
| 12. | Borussia Mönchengladbach | 34 | 11 | 9  | 14 | 43:45  | -2     | 42     |
| 13. | Hansa Rostock            | 34 | 11 | 8  | 15 | 35:41  | -6     | 41     |
| 14. | 1. FC Kaiserslautern     | 34 | 10 | 10 | 14 | 40:42  | -2     | 40     |
| 15. | Bayer 04 Leverkusen      | 34 | 11 | 7  | 16 | 47:56  | -9     | 40     |
| 16. | Arminia Bielefeld        | 34 | 8  | 12 | 14 | 35:46  | -11    | 36     |
| 17. | 1. FC Nürnberg           | 34 | 8  | 6  | 20 | 33:60  | -27    | 30     |
| 18. | Energie Cottbus          | 34 | 7  | 9  | 18 | 34:64  | -30    | 30     |

## Strzelcy
|     | Zawodnik            | Drużyna             | Bramki |
| --- | ------------------- | ------------------- | ------ |
| 1.  | Giovane Élber       | Bayern Monachium    | 21     |
| 1.  | Thomas Christiansen | VfL Bochum          | 21     |
| 3.  | Aílton              | Werder Brema        | 16     |
| 4.  | Kevin Kurányi       | VfB Stuttgart       | 15     |
| 4.  | Claudio Pizarro     | FC Bayern Monachium | 15     |
| 6.  | Fredi Bobic         | Hannover 96         | 14     |
| 6.  | Marcelinho          | Hertha BSC          | 14     |
| 6.  | Bernardo Romeo      | Hamburger SV        | 14     |
| 6.  | Markus Schroth      | TSV 1860 Monachium  | 14     |
| 10. | Jan Koller          | Borussia Dortmund   | 13     |
| 10. | Benjamin Lauth      | TSV 1860 Monachium  | 13     |

## Kadra mistrza Niemiec
Oliver Kahn, Stefan Wessels, Robert Kovač, Samuel Kuffour, Thomas Linke, Bixente Lizarazu, Willy Sagnol, Michael Ballack, Sebastian Deisler, Markus Feulner, Thorsten Fink, Owen Hargreaves, Jens Jeremies, Niko Kovač, Hasan Salihamidžić, Mehmet Scholl, Bastian Schweinsteiger, Michael Tarnat, Pablo Thiam, Zé Roberto, Giovane Élber, Zvjezdan Misimović, Claudio Pizarro, Roque Santa Cruz, Piotr Trochowski, Alexander Zickler.
- Trener: Ottmar Hitzfeld